# Руські Чукали
Руські Чукали́ (рос. Русские Чукалы, чув. Вырăс Чукал) — присілок у складі Шемуршинського району Чувашії, Росія. Адміністративний центр Чукальського сільського поселення.
Населення — 220 осіб (2010; 319 у 2002).
Національний склад:
- чуваші — 57 %
- росіяни — 43 %